# 2017 AG13
2017 AG13 est un astéroïde géocroiseur de type Aton mesurant entre 11 et 34 mètres. Il fut découvert grâce au Catalina Sky Survey le 7 janvier 2017.
Il s'est approché à 203 520 kilomètres (0,53 distance Terre-Lune) de la Terre le 9 janvier 2017 à 12 h 47 UTC. Il avait alors une vitesse relative de 15,7 kilomètres par seconde,.